# Hava de Manosque
 (février 2022).
Hava de Manosque, appelée aussi Hana ou Fava, est une femme médecin du XIVe siècle.
Elle appartenait à une famille juive provençale. Son mari et son fils étaient aussi médecins et chirurgiens.
Les archives de Manosque donnent des informations sur une chirurgienne nommée Fava (Fava, judea, surgica de Manuasca), qui était intervenue en 1321 pour secourir un gentilhomme chrétien blessé aux testicules du nom de Poncius Porcelli.